# Absätzigkeit
Unter Absätzigkeit versteht man die unstete Verteilung der Mineralisationen in einem Erz oder bei anderen bergmännisch interessanten Mineralen.
Stark absätzige Vorkommen sind schlecht erschließbar, und die Erze schlecht verhüttbar. Absätzigkeit bildet darum in der Prospektion und Exploration einen der klassischen Mängel und Unzulänglichkeiten eines Vorkommens.
In einer veralteten Bedeutung findet sich das Wort allgemeiner als ‚(ungünstiger) Gesteinswechsel‘, insbesondere zu festerem Gestein (Bergfeste), oder taubem Gestein, aber auch noch allgemeiner als Adjektiv zu Absatz in Bezug auf Richtungswechsel, hangend/liegend-Wechsel, Klüfte und andere Störungen des Gangs.